# Gabriel Moore
Gabriel Moore, ameriški politik, * 1785, † 1845.
Moore je bil guverner Alabame (1829-1831) in senator ZDA iz Alabame (1831-1837).